# Tre Norwood
Tre Norwood (Fort Smith, 19 aprile 1999) è un giocatore di football americano statunitense che milita nel ruolo di cornerback per i Pittsburgh Steelers della National Football League (NFL).

## Carriera

### Pittsburgh Steelers
Norwood al college giocò a football a Oklahoma. Fu scelto nel corso del settimo giro (245º assoluto) nel Draft NFL 2021 dai Pittsburgh Steelers. Nella sua stagione da rookie disputò tutte le 17 partite, di cui 3 come titolare, con 32 tackle e un intercetto.